# Wajane stilleri
Wajane stilleri är en spindelart som beskrevs av Ansie S. Dippenaar-Schoeman 1989. Wajane stilleri ingår i släktet Wajane och familjen sammetsspindlar. Inga underarter finns listade i Catalogue of Life.